# Јерина Бранковић
Јерина Бранковић (рођена Ирина Кантакузин, грч. Ειρήνη Καντακουζηνή; у народној традицији позната као Проклета Јерина) је била српска деспотица, пореклом Гркиња из породице Кантакузина, жена деспота Ђурђа Бранковића (вл. 1427 — 1456), за кога се удала 26. децембра 1414. године. Након Ђурђеве смрти 1456. године владала је Србијом као деспотица-намесница. Њена владавина трајала је једва више од годину дана — у ноћи другог маја 1457. године умрла је, према једним изворима, као монахиња у манастиру на Руднику, док ју је према другима отровао њен син деспот Лазар, како би окончао мајчино намесништво и преузео власт.

## Биографија
Не зна се тачно година њеног рођења, узима се приближно да је то 1400. година, могуће је да је рођена и неколико година раније у Константинопољу. Њен отац био је деспот Димитрије I Кантакузин, који је имао титулу севастократора од децембра 1357. године и деспота Мореје 1383. године. Рођен је био око 1343. године, а умро између 1384. и 1420. године. Деспот Димитрије I је био унук византијског цара Јована VI Кантакузина (цар 1347 — 1354). Од њене породице, у Србији је нарочито био познат Иринин брат Тома Кантакузин.
Била је непопуларна у народном предању и названа Проклета Јерина, највише због изградње града Смедерева, тадашње нове српске престонице. По народном предању њена владавина је била сурова. Изградњу тврђаве која је почела 1428. године, и трајала пуних 11 година су зидали грчки неимари, а народ је теран на кулук, односно присилан и неплаћен рад. Радовима је руководио Јеринин брат Ђорђе Кантакузин са грчком војском, што је додатно стварало незадовољство у народу и што је довело до тога да она заувек буде упамћена као сурова деспотица.
Народ је такође кривио деспину Ирину због тога што се Ђурђева и њена ћерка Мара 1435. године удала за султана Мурата II.
Умрла је као монахиња у Руднику 2. или 3. маја 1457. године, претпоставља се да ју је отровао њен син деспот Лазар. Стари градови широм простора насељених Србима су по њој добили имена Јеринин град.
Са деспотом Ђурђем имала је шесторо деце:
- Мару Бранковић (којој је посвећена Црква на Светој Гори, јер је лично однела Свете Дарове које је Господ добио од тројице мудраца: тамјан, смирну и злато из Цариграда на Свету Гору)
- Тодор Бранковић (1415—1428)
- Гргур Бранковић (1416/1417 — 1459)
- Стефан Бранковић (1425—1476), српски деспот 1458 — 1459
- Лазар Бранковић (1421/1427 — 1458), српски деспот 1456 — 1458
- Катарина Бранковић (1418/1419 — 1492), удата 20.04. 1434. године, за грофа Улриха II Цељског (1406—1456).

Турци су 1441. године, заробили Гргура и Стефана Бранковића и 8. маја те године их ослепели по наредби султана Мурата .
Према историјским изворима, деспина Ирина Кантакузин је била друга жена деспота Ђурђа Бранковића. Не зна се име његове прве жене са којом је имао ћерку Јелену, али је извесно да је била трапезунтска принцеза. За Мару, Ђурђеву, наводно, најстарију кћерку, не зна се поуздано да ли је била Јеринина ћерка, или Ђурђева ћерка из првог брака.
За деспину Ирину Кантакузин Бранковић се може рећи да је била трагичан лик, коме је народно предање учинило велику неправду.
По њој је назван роман Сенка деспотице Видана Николића, у каснијим издањима назван „Проклета Јерина”.

## Лик деспине Ирине у усменој поезији
У бугарштици  Кад је Ђурађ Бранковић ставио Јанка војеводу у тамницу, деспина Јерина Бранковић је приказана као права мајка која тугује за сином и тражи од мужа да га освети. Нема ни трага од њене злобе и жеље за уништењем сопствене деце, која је описана у другим песмама. Ово је једна од ретких песама која деспину Ирину приказује као осећајну мајку. У бугарштици  Јерина жена Ђурђа деспота, њезина братаница и Дамјан Шајновић, деспина Ирина се свети Дамјану јер он одбија њену братаницу Мару и затвара га у тамницу из које га пушта тек када је деспот Ђурађ сазнао за то.
У песми Ђурђева Јерина, у последњим стиховима кривица за пропаст Србије пада на деспину Ирину и клетва ју је заиста стигла. У свакој варијанти ове песме деспина Јерина је приказана као безосећајна мајка, која удаје ћерку за Турчина, неверника како би сачувала земљу и у њој владала. У народној песми Два Деспотовића  деспина Ирина своју ћерку Мару наговара да ослепи своја два брата када јој дођу у посету. Овај план је остварен и деспину Јерину несрећа њених синова нимало не погађа.
У песмама Женидба Ђурђа Смедеревца и  Кад је Јанко војвода ударао Ђурђа деспота буздоханом деспина Ирина је приказана као верна жена, која иако не мари за животе других, своме мужу никада ништа нажао није учинила. Она решава важне државне проблеме и доноси најтеже одлуке уместо свог мужа.
У народној песми Облак Радосав певач деспину Јерину приказује као охолу, сурову владарку. Свесна је своје моћи и показује да њено зло нема границе. У песми Старина Новак и кнез Богосав народни певач је кроз говор хајдука Старине Новака исказао Иринину самовољу.

## Лик деспине Ирине у песмама из „Ерлангенског рукописа старих српскохрватских народних песама“
У десетерачким песмама забележеним у XIX веку, деспина Јерина је приказана као самовољна, окрутна жена, која повређује, мучи, па чак и жели смрт своје деце, да би сачувала власт и богатство.
У Песми број 21 из Ерлангенског рукописа деспини Ирини је важнији опстанак турског царства него живот унука.
Постоје и две песме у којима је деспина Јерина приказана као неверна жена. Оне се налазе у Ерлангенском рукопису под бројем 18 и 186. У једној она заводи Дамјана Шаиновића, а у другој младог Милкина.